# 西根バイパス (岩手県)
- 日本の道路 > 一般国道 > 国道282号 > 西根バイパス

西根バイパス（にしねバイパス）は、岩手県八幡平市を通る国道282号のバイパス道路。

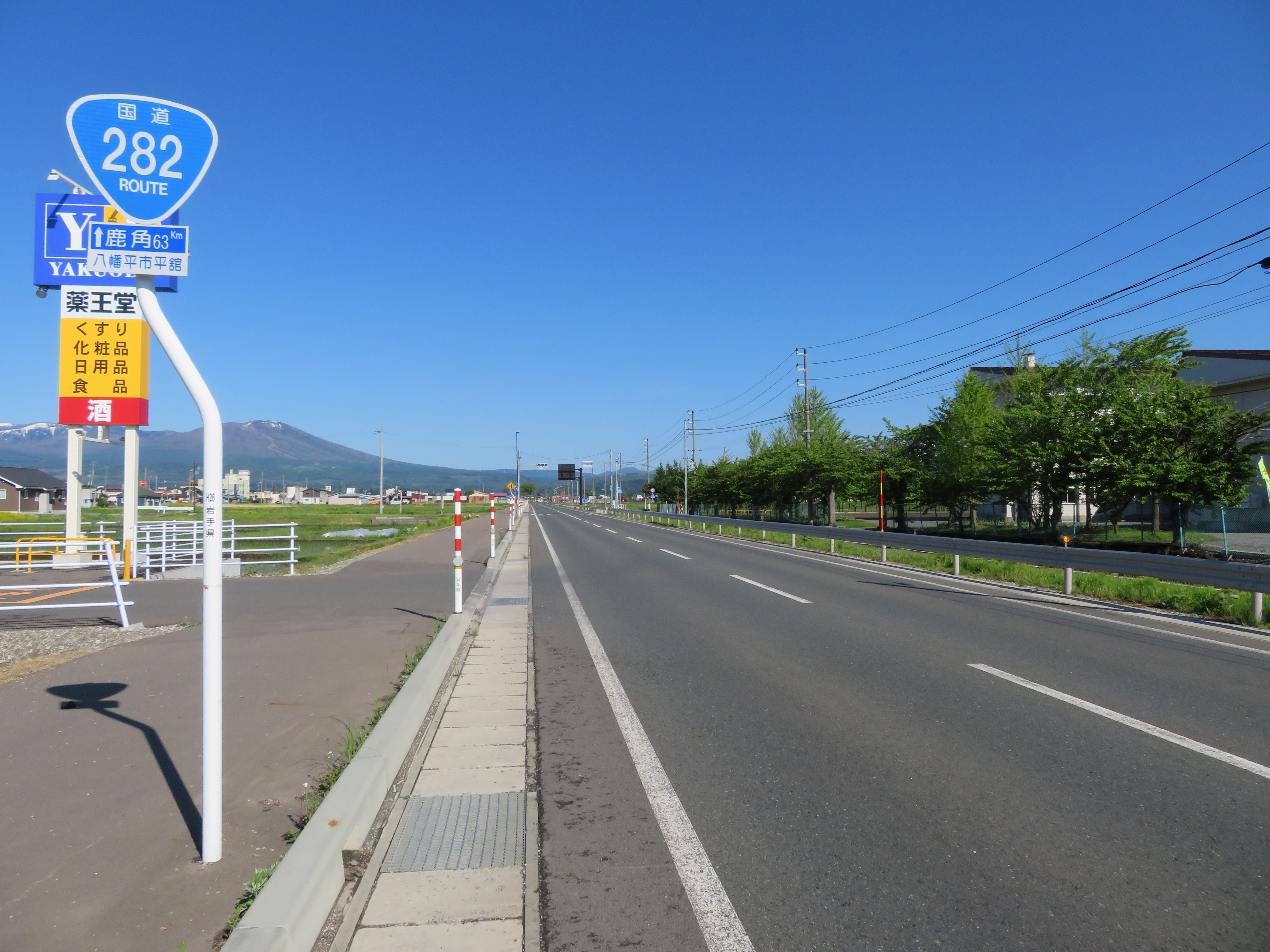
岩手県八幡平市平舘付近

## 概要

### 道路諸元
- 起点 : 岩手県八幡平市大更1地割字松川（東北自動車道西根IC北口）
- 終点 : 岩手県八幡平市平舘18地割字久保田（JR花輪線平館駅北側、八幡平市立平舘小学校付近）
- 全長 : 約8.9km
- 規格 : 第3種第2級
- 標準道路幅員 : （1期工区）W=18.0m、（2期工区）W=16.5m
- 車線数 : 2車線
- 車線幅員 : （1期工区）W=3.5m、（2期工区）W=3.25m
- 設計速度 : V=60km/h

### 概説
国道282号旧道は八幡平市中心部（大更および平舘）において道幅が狭く、かつ住宅や商店が密集する地区を通過しており、一部中央線や歩道のない箇所、（特にJR花輪線と交差する第1津軽街道踏切の前後において）見通しの悪い急カーブ・つづら折りが存在する（最高速度も50km/hと40km/hの区間が混在）。また行楽期には八幡平および安比高原へ向かうマイカーの増加により交通渋滞が慢性化し、通過する大型自動車の増加も著しいため、迂回路として「西根バイパス」を整備する運びとなった。
道路延長が8.9kmと長いことから、道路整備事業は西根ICから県道257号との交点までの第1工区（L=4.2km）と県道257号との交点から松尾地区までの第2工区（L=4.7km）の2工区に分けて事業が進められた。1994年に事業着手（調査・測量開始）し、2005年3月31日に八幡平市道山子沢線との交点から県道岩手大更線との交点まで部分開通。さらに同年12月9日には開通区間が南へ（八幡平市道野中線との交点まで）延伸され、花輪線および県道199号（現・県道301号）と立体交差する形になった。これに伴いすぐ東隣にあったJR花輪線野中踏切は廃止されている。
また関連事業として、交通の難所となっている県道岩手大更線竹花踏切付近の立体交差化工事も進められた。この完成により竹花踏切は廃止され、県道257号は現ルートの282号およびJR花輪線をくぐって八幡平市役所前丁字路に至る形へと変更された。
第1期工区の全線開通は2007年12月28日。第2期工区は第1期工区の開通および、2008年度の事業再評価時の計画縮小を経て本格設計に入り、2012年3月16日に県道岩手大更線との交点から八幡平市総合運動公園までの区間（L=約1.0km）が、2014年12月25日には運動公園から終点までの区間（L=約3.8km）が供用を開始し、これをもって全線開通となった。
なお平舘小学校付近は既存の市道を拡幅・移設する形により建設され、平舘小学校前には押しボタン信号機が新設された。さらにBP終点部では以前直進していた旧ルートが一部廃止されたため、鹿角方面から八幡平市街地へ入る場合は左カーブした先の「平館駅入口十字路」を右折し市道を経由する形となる。

### 構造
- 2車線の全面アスファルト舗装。標準道路幅員16.5~18m（うち車道部分の幅6.5~7m）。両側に幅3.5mの歩道を整備。最高速度は60km/h。

### 事業主体および管理者
- 岩手県県土整備部道路建設課および道路環境課。

## 交差する道路
| 交差する道路        | 交差する場所 | 備考     |
| ------------------- | ------------ | -------- |
| 国道282号・盛岡方面 |              |          |
| 国道282号           |              |          |
| 県道301号渋民田頭線 |              | 立体交差 |
| 県道257号岩手大更線 |              |          |
| 県道17号岩手平舘線  |              |          |
| 国道282号           |              |          |
| 国道282号・鹿角方面 |              |          |

## 沿革
- 1994年度 : 国庫補助事業による事業化および都市計画決定
- 1995年度 : 1期工区の用地取得に着手
- 1996年度 : 1期工区の工事に着手
- 2005年3月31日 : 市道山子沢線 - 県道岩手大更線間（L=1.4km）供用開始[3]
- 2005年12月9日 : 市道野中線 - 市道山子沢線間（L=0.9km）供用開始[3]
- 2007年12月28日 : 国道282号現道 - 市道野中線間（L=1.9km）供用開始[3]、これに伴い1期工区が完成
- 2009年度 : 2期工区の用地取得に着手
- 2012年3月16日 : 県道岩手大更線 - 市総合運動公園間（L=1.0km）供用開始[4]
- 2014年12月25日 : 市総合運動公園 - 国道282号現道間（L=3.8km）供用開始[5]、これに伴い事業完了
- 2016年4月1日 並行する旧道が八幡平市道へ降格され、西根BPが国道282号の本線となる。

## 通過市町村
- 岩手県
  - 八幡平市